# Sant Esteve del Pont
Sant Esteve del Pont és una església del municipi de la Seu d'Urgell (Alt Urgell) protegida com a bé cultural d'interès local.

## Descripció
Les restes d'aquesta església són en un pla a la vora de ponent de la Valira, entremig de conreus, a uns 55 m de la casa de Sant Esteve i a uns 300 del riu, i a 1,2 km de la carretera de Seu a Lleida. Es tracta d'una església de planta rectangular, bastant allargada, capçada per un absis semicircular obert per un simple plec. Només es mantenen drets els murs de la façana de migjorn i l'absis i una part del de tramuntana. El gruix dels murs varia a les diferents parts de l'edifici. La coberta de volta de canó està esfondrada.
Es manté la volta de quart d'esfera de l'absis i només resten les finestres de doble esqueixada com a únics elements arquitectònics. Els paraments interiors estan parcialment arrebossats. L'aparell, força irregular, és de petits carreus de pedra tosca en l'arcada de l'absis i la finestra. Els carreus són barrejats amb palets de riu poc travats amb morter de calç. No hi queden restes del material de cobertura

## Història
El lloc de Sant Esteve és citat l'any 961, en l'acta de consagració de la Seu d'Urgell i en diversos documents dels segles xi i xii. La denominació de Sant Esteve del Pont no apareix fins a inicis del segle xiv. El monestir de Sant Serni de Tavèrnoles tenia diverses possessions en la parròquia de Sant Esteve. Hi ha notícies sobre visites pastorals entre els segles XIV i XVIII. El 1904 Sant Esteve del Pont fou suprimida com a parròquia i fou integrada a la parròquia de Castellciutat.